# 일곱이맘파
일곱이맘파(아랍어: سبعية)는 이스마일계 시아파의 옛 종파였다. 시아파는 예언자 무하마드의 혈통을 소유한 사람이 이맘으로 지정하는 전통을 따른다. 일곱이맘파의 "일곱"이라는 이름은 무하마드 이븐 자파르가 일곱번째이며 최후의 이맘이라고 지지했던 시아파 신자들로 구성되었기 때문이다. 또한 그의 아들 무하마드 이븐 이스마일이 마흐디로 돌아온다고 믿었다. 일곱이맘파 분파 중에 가장 왕성했던 분파는 까라미타파였다.

## 역대 이맘
아래는 일곱이맘파 이맘의 목록이다.
| 일곱이맘파 이맘 | 이름                                                       | 기간          |
| --------------- | ---------------------------------------------------------- | ------------- |
| 1               | 알리 이븐 아비 탈리브, 무하마드의 사촌 겸 사위             | 632년 – 661년 |
| 2               | 하산 이븐 알리, 알리 이븐 아비 탈리브의 장남               | 661년 – 669년 |
| 3               | 후사인 이븐 알리, 알리 이븐 아비 탈리브의 차남             | 669년 – 680년 |
| 4               | 알리 이븐 후사인 자인 알-아비딘, 후사인 이븐 알리의 아들   | 680년 – 713년 |
| 5               | 무하마드 알-바키르, 알리 이븐 후사인 자인 알-아비딘의 장남 | 713년 – 733년 |
| 6               | 자파르 알-사디크, 무하마드 알-바키르의 장남                | 733년 – 765년 |
| 7               | 무하마드 이븐 자파르, 자파르 알-사디크의 장남              | 765년 – 775년 |

## 일곱이만파가 인정하지 않았던 그밖의 이스마엘계 이맘
아래 목록은 다른 종파들의 이스마엘 이맘들은 일곱이만파, 특히 까라미타계 집단들이 마흐디 무하마드 이븐 이스마일 이후로 인정하지 않았던 사람들을 나열하였다. 여기서 말하는 까라미타계 집단들은 이스마일계 파티마 왕조를 인정하지 않았다.
- 아흐마드 알-와피, (일곱이만파들이 인정하지 않는) 제8 아스마엘계 이맘
- 아흐마드 이븐 압달라 이븐 무하마드 아븐 이스마일, (일곱이만파들이 인정하지 않는) 제9 아스마엘계 이맘
- 라디 압둘라, (일곱이만파들이 인정하지 않는) 제10 아스마엘계 이맘
- 압둘라 알-마흐디 빌라, (일곱이만파들이 인정하지 않는) 제11 아스마엘계 이맘 겸 파티마 왕조의 창시자

## 같이 보기
- 이스마일파

## 참고 자료
1. ↑  알-이스마일리야 알-하리사(아랍어: al-Ismāʿīliyya al-khāliṣa) 또는 알-이스마일리야 알-와카파(아랍어: al-Ismāʿīliyya al-wāqifa)로 불린다.[1]
2. ↑  자파르 알-사디크의 삼남, 무사 알-카짐이 7번째 십이지파 이맘이 되었다.